# Guaitarilla (kommun)
Guaitarilla är en kommun i Colombia.   Den ligger i departementet Nariño, i den sydvästra delen av landet, 500 km sydväst om huvudstaden Bogotá. Antalet invånare är 13 712.